# Coupe de la Ligue portugaise de football 2011-2012
Navigation
Coupe de la Ligue 2010-2011 Coupe de la Ligue 2012-2013
La coupe de la ligue portugaise de football 2011-2012 (pt : Taça da liga), est la cinquième édition de la coupe de la Ligue portugaise de football. Les 16 équipes de première division (Primera Liga) et les 16 équipes de deuxième division (Liga de Honra) participent à cette compétition soit 32 équipes. Les 32 équipes y participent selon le même format que celui de l'année dernière.
La compétition est remportée par le SL Benfica qui bat en finale Gil Vicente sur le score de deux buts à un.

## Déroulement de la compétition

### Calendrier
| Tour | Nom            | Date                                                        | Participants   |
| 1    | Premier tour   | 31 juillet, 6, 7 et 14 août 2011                            | 16             |
| 2    | Deuxième tour  | 8, 9, 26, 27 octobre 2011, 9, 12 et 13 novembre 2011        | 16 (8+8 de PL) |
| 3    | Troisième tour | 21 décembre 2011, 2, 3, 18, 19 janvier, 4 et 5 février 2012 | 16 (8+8 de PL) |
| 4    | Demi-finales   | 20 et 22 mars 2012                                          | 4              |
| 5    | Finale         | 14 avril 2012                                               | 2              |

### Participants
- Entre parenthèses, figure le classement de la saison dernière

| Clubs de Primera Liga (16)  | Clubs de Liga de Honra (16) |
| arrivent au 3e tour         | arrivent au 1er tour        |
| --------------------------- | --------------------------- |
| Porto (1er PL)              | Portimonense (15e PL)       |
| Benfica (2e PL)             | Naval (16e PL)              |
| Sporting CP (3e PL)         | Trofense (3e LH)            |
| Sp. Braga (4e PL)           | Oliveirense (4e LH)         |
| V. Guimarães (5e PL)        | Arouca (5e LH)              |
| Nacional (6e PL)            | Leixões (6e LH)             |
| Paços de Ferreira (7e PL)   | Moreirense (7e LH)          |
| Rio Ave (8e PL)             | Desportivo das Aves (8e LH) |
| arrivent au 2e tour         | Santa Clara (9e LH)         |
| Marítimo (9e PL)            | Estoril-Praia (10e LH)      |
| União de Leiria (10e PL)    | Freamunde (11e LH)          |
| Olhanense (11e PL)          | Penafiel (12e LH)           |
| Vitória de Setúbal (12e PL) | Belenenses (13e LH)         |
| Beira-Mar (13e PL)          | Covilhã (14e LH)            |
| Académica (14e PL)          | União da Madeira (1er IID)  |
| Gil Vicente (1er LH)        | Atlético CP (2e IID)        |
| Feirense (2e LH)            |                             |

Légende : (PL) = Primera Liga, (LH) = Liga de Honra, (IID) = II Divisão

## Premier tour

### Format
- Ce premier tour est joué entre les 16 équipes de deuxième division[1].
- Les rencontres sont disputées les 31 juillet, 6, 7 et 14 août 2011.
- Ce tour se dispute sous forme de poules de quatre équipes. Deux équipes par poule reçoivent deux fois et se déplacent une fois, les deux autres faisant l'inverse.
- Les deux premiers de chaque poule sont qualifiés pour le tour suivant.
- En cas d'égalité, les critères suivants sont utilisés :

1. Différence de buts
2. Nombre de buts marqués
3. Plus petit âge moyen des joueurs utilisés[1].

### Tirage au sort
- Il est effectué le 30 juin 2011.
- Les équipes sont réparties en quatre pots : 
  - Dans le pot 1, se trouvent les deux relégués de Primera Liga, ainsi que les 3e et 4e de la dernière saison de Liga de Honra. Ces équipes se voient attribuer le numéro 1.
  - Dans le pot 2, se trouvent les équipes classées de la 5e à la 8e place de la dernière Liga de Honra. Ces équipes se voient attribuer le numéro 2.
  - Dans le pot 3, se trouvent les équipes classées de la 9e à la 12e place de la dernière Liga de Honra. Ces équipes se voient attribuer le numéro 3.
  - Dans le pot 4, se trouvent les équipes classées 13e et 14e de la dernière Liga de Honra ainsi que les deux promus de la II Divisão. Ces équipes se voient attribuer le numéro 4.

| Pot 1        | Pot 2               | Pot 3         | Pot 4            |
| ------------ | ------------------- | ------------- | ---------------- |
| Portimonense | Arouca              | Santa Clara   | Belenenses       |
| Naval        | Leixões             | Estoril-Praia | Covilhã          |
| Trofense     | Moreirense          | Freamunde     | União da Madeira |
| Oliveirense  | Desportivo das Aves | Penafiel      | Atlético CP      |

| # | Groupe A   | Groupe B    | Groupe C     | Groupe D            |
| - | ---------- | ----------- | ------------ | ------------------- |
| 1 | Trofense   | Naval       | Portimonense | Oliveirense         |
| 2 | Leixões    | Arouca      | Moreirense   | Desportivo das Aves |
| 3 | Penafiel   | Santa Clara | Freamunde    | Estoril-Praia       |
| 4 | Belenenses | Covilhã     | Atlético CP  | União da Madeira    |

### Résultats

#### Groupe A
Source : www.ligaportugal.pt
| Rang | Équipe          | Pts | J | G | N | P | Bp | Bc | Diff |  | Résultats (▼ dom., ► ext.) | Bel | Pen | Lei | Tro |
| ---- | --------------- | --- | - | - | - | - | -- | -- | ---- |  | -------------------------- | --- | --- | --- | --- |
| 1    | Belenenses (LH) | 7   | 3 | 2 | 1 | 0 | 8  | 4  | +4   |  | Belenenses                 |     |     | 5-3 | 3-1 |
| 2    | Penafiel (LH)   | 3   | 3 | 0 | 3 | 0 | 2  | 2  | 0    |  | Penafiel                   | 0-0 |     |     |     |
| 3    | Leixões (LH)    | 2   | 3 | 0 | 2 | 1 | 5  | 7  | -2   |  | Leixões                    |     | 1-1 |     |     |
| 4    | Trofense (LH)   | 2   | 3 | 0 | 2 | 1 | 3  | 5  | -2   |  | Trofense                   |     | 1-1 | 1-1 |     |

Légende : (LH) = Liga de Honra

#### Groupe B
Source : www.ligaportugal.pt
| Rang | Équipe           | Pts | J | G | N | P | Bp | Bc | Diff |  | Résultats (▼ dom., ► ext.) | San | Nav | Cov | Aro |
| ---- | ---------------- | --- | - | - | - | - | -- | -- | ---- |  | -------------------------- | --- | --- | --- | --- |
| 1    | Santa Clara (LH) | 7   | 3 | 2 | 1 | 0 | 3  | 1  | +2   |  | Santa Clara                |     | 1-0 |     | 1-1 |
| 2    | Naval (LH)       | 6   | 3 | 2 | 0 | 1 | 4  | 2  | +2   |  | Naval                      |     |     | 2-1 | 2-0 |
| 3    | Covilhã (LH)     | 3   | 3 | 1 | 0 | 2 | 2  | 3  | -1   |  | Covilhã                    | 0-1 |     |     |     |
| 4    | Arouca (LH)      | 1   | 3 | 0 | 1 | 2 | 1  | 4  | -3   |  | Arouca                     |     |     | 0-1 |     |

Légende : (LH) = Liga de Honra

#### Groupe C
Source : www.ligaportugal.pt
| Rang | Équipe            | Pts | J | G | N | P | Bp | Bc | Diff |  | Résultats (▼ dom., ► ext.) | Mor | Por | Fre | Atl |
| ---- | ----------------- | --- | - | - | - | - | -- | -- | ---- |  | -------------------------- | --- | --- | --- | --- |
| 1    | Moreirense (LH)   | 7   | 3 | 2 | 1 | 0 | 6  | 4  | +2   |  | Moreirense                 |     |     |     | 2-1 |
| 2    | Portimonense (LH) | 4   | 3 | 1 | 1 | 1 | 6  | 6  | 0    |  | Portimonense               | 2-3 |     |     | 1-1 |
| 3    | Freamunde (LH)    | 4   | 3 | 1 | 1 | 1 | 4  | 4  | 0    |  | Freamunde                  | 1-1 | 2-3 |     |     |
| 4    | Atlético CP (LH)  | 1   | 3 | 0 | 1 | 2 | 2  | 4  | -2   |  | Atlético                   |     |     | 0-1 |     |

Légende : (LH) = Liga de Honra

#### Groupe D
Source : www.ligaportugal.pt
| Rang | Équipe                | Pts | J | G | N | P | Bp | Bc | Diff |  | Résultats (▼ dom., ► ext.) | Est | Uni | Ave | Oli |
| ---- | --------------------- | --- | - | - | - | - | -- | -- | ---- |  | -------------------------- | --- | --- | --- | --- |
| 1    | Estoril (LH)          | 6   | 3 | 2 | 0 | 1 | 5  | 3  | +2   |  | Estoril                    |     |     | 2-0 | 1-0 |
| 2    | União da Madeira (LH) | 4   | 3 | 1 | 1 | 1 | 4  | 4  | 0    |  | União                      | 3-2 |     |     |     |
| 3    | Aves (LH)             | 4   | 3 | 1 | 1 | 1 | 1  | 2  | -1   |  | Aves                       |     | 0-0 |     |     |
| 4    | Oliveirense (LH)      | 3   | 3 | 1 | 0 | 2 | 2  | 3  | -1   |  | Oliveirense                |     | 2-1 | 0-1 |     |

Légende : (LH) = Liga de Honra

## Deuxième tour

### Format
- Ce tour se joue entre les deux premiers de chaque groupe du tour précédent, les six clubs de Primera Liga 2010-2011 (première division) classés de la neuvième à la quatorzième place et les deux équipes promues de Liga de Honra 2010-2011 (deuxième division)[1].
- Ce tour se dispute par matchs aller-retour.
- En cas d'égalité au cumul des deux matchs, il n'y a pas de prolongations et la qualification se joue lors d'une séance de tirs au but.
- Les matches aller ont lieu les 8, 9, 26 et 27 octobre 2011 et les matchs retour les 9, 12 et 13 novembre 2011.

### Tirage au sort
- Il a lieu le 21 septembre 2011[2].
- Les équipes sont réparties en deux pots :
  - Dans le pot A, les huit clubs qualifiés issus du premier tour.
  - Dans le pot B, les huit clubs entrants à ce tour de la compétition, soit les clubs classés de la 9e à la 14e place lors de la dernière saison de Primera Liga et les deux promus de Liga de Honra.
- Les équipes du Pot A reçoivent au match aller les équipes du pot B avant de se déplacer au match retour.

| Pot A            | Pot B           |
| ---------------- | --------------- |
| Belenenses       | Marítimo        |
| Penafiel         | União de Leiria |
| Santa Clara      | Olhanense       |
| Naval            | V. Setúbal      |
| Moreirense       | Beira-Mar       |
| Portimonense     | Académica       |
| Estoril          | Gil Vicente     |
| União da Madeira | Feirense        |

### Résultats
| Dates                     | Club                  | Aller | Cumul            | Retour | Club             |
| ------------------------- | --------------------- | ----- | ---------------- | ------ | ---------------- |
| 8 octobre et 12 novembre  | União da Madeira (LH) | 2-3   | 2-5              | 0-2    | Marítimo (PL)    |
| 8 octobre et 13 novembre  | Penafiel (LH)         | 1-1   | 2-1              | 1-0    | Académica (PL)   |
| 9 octobre et 13 novembre  | Santa Clara (LH)      | 3-1   | 3-2              | 0-1    | Leiria (PL)      |
| 26 octobre et 9 novembre  | Naval (LH)            | 1-2   | 3-4              | 2-2    | V. Setúbal (PL)  |
| 26 octobre et 12 novembre | Moreirense (LH)       | 2-2   | 4-3              | 2-1    | Beira-Mar (PL)   |
| 26 octobre et 9 novembre  | Portimonense (LH)     | 1-0   | 2-2 (5-4 t.a.b.) | 1-2    | Feirense (PL)    |
| 26 octobre et 9 novembre  | Estoril (LH)          | 4-3   | 4-3              | 0-0    | Olhanense (PL)   |
| 27 octobre et 12 novembre | Belenenses (LH)       | 2-1   | 2-'3             | 0-2    | Gil Vicente (PL) |

Légende : (PL) = Primera Liga, (LH) = Liga de Honra

## Troisième tour

### Format
- Ce troisième tour est joué avec les équipes qualifiées du second tour et les huit premiers de la Primera Liga 2010-2011.
- Les matchs ont lieu les 21 décembre 2011, 2, 3, 18, 19 janvier, 4 et 5 février 2012.
- Ce tour se dispute sous forme de poules de quatre équipes. Deux équipes par poule reçoivent deux fois et se déplacent une fois, les deux autres faisant l'inverse. L'ordre des matchs qui est tiré au sort est le suivant : 
  - Journée 1 : L'équipe 2 reçoit l'équipe 1 et l'équipe 3 reçoit l'équipe 4
  - Journée 2 : L'équipe 1 reçoit l'équipe 4 et l'équipe 2 reçoit l'équipe 3
  - Journée 3 : L'équipe 1 reçoit l'équipe 3 et l'équipe 4 reçoit l'équipe 2.
- Les vainqueurs de poules sont qualifiés pour le tour suivant.
- En cas d'égalité, les critères suivants sont utilisés :

1. Différence de buts
2. Nombre de buts marqués
3. Plus petit âge moyen des joueurs utilisés[1].

### Tirage au sort
- Il est effectué le 23 novembre 2011[3].
- Les équipes sont réparties de la façon suivante : 
  - Dans le pot 1, se trouvent les équipes classées de la 1re à la 4e place lors de la saison précédente de Primera Liga. Ces équipes sont numérotées 1.
  - Dans le pot 2, se trouvent les équipes classées de la 5e à la 8e place lors de la saison précédente de Primera Liga. Ces équipes sont numérotées 2.
  - Dans le pot 3, se trouvent les quatre équipes les mieux classées la saison précédente en championnat parmi celles qui ont disputé le second tour. Ces équipes sont numérotées 3.
  - Dans le pot 4, se trouvent les quatre autres équipes issues du second tour[1].

| Pot 1    | Pot 2        | Pot 3        | Pot 4       |
| -------- | ------------ | ------------ | ----------- |
| Porto    | V. Guimarães | Marítimo     | Moreirense  |
| Benfica  | Nacional     | V. Setúbal   | Santa Clara |
| Sporting | P. Ferreira  | Gil Vicente  | Estoril     |
| Braga    | Rio Ave      | Portimonense | Penafiel    |

| # | Groupe A    | Groupe B     | Groupe C     | Groupe D    |
| - | ----------- | ------------ | ------------ | ----------- |
| 1 | Sporting    | Benfica      | Braga        | Porto       |
| 2 | Rio Ave     | V. Guimarães | Nacional     | P. Ferreira |
| 3 | Gil Vicente | Marítimo     | Portimonense | V. Setúbal  |
| 4 | Moreirense  | Santa Clara  | Penafiel     | Estoril     |

### Résultats

#### Groupe A
Source : www.ligaportugal.pt
| Rang | Équipe           | Pts | J | G | N | P | Bp | Bc | Diff |  | Résultats (▼ dom., ► ext.) | Gil | Mor | Rio | Spo |
| ---- | ---------------- | --- | - | - | - | - | -- | -- | ---- |  | -------------------------- | --- | --- | --- | --- |
| 1    | Gil Vicente (PL) | 7   | 3 | 2 | 1 | 0 | 4  | 2  | +2   |  | Gil Vicente                |     | 2-1 |     |     |
| 2    | Moreirense (LH)  | 4   | 3 | 1 | 1 | 1 | 3  | 3  | 0    |  | Moreirense                 |     |     | 1-0 |     |
| 3    | Rio Ave (PL)     | 2   | 3 | 0 | 2 | 1 | 2  | 3  | -1   |  | Rio Ave                    | 1-1 |     |     | 1-1 |
| 4    | Sporting (PL)    | 2   | 3 | 0 | 2 | 1 | 2  | 3  | -1   |  | Sporting                   | 0-1 | 1-1 |     |     |

Légende : (PL) = Primera Liga, (LH) = Liga de Honra

#### Groupe B
Source : www.ligaportugal.pt
| Rang | Équipe            | Pts | J | G | N | P | Bp | Bc | Diff |  | Résultats (▼ dom., ► ext.) | Ben | Mar | San | V.Gui |
| ---- | ----------------- | --- | - | - | - | - | -- | -- | ---- |  | -------------------------- | --- | --- | --- | ----- |
| 1    | Benfica (PL)      | 9   | 3 | 3 | 0 | 0 | 9  | 1  | +8   |  | Benfica                    |     | 3-0 | 2-0 |       |
| 2    | Marítimo (PL)     | 6   | 3 | 2 | 0 | 1 | 4  | 3  | +1   |  | Marítimo                   |     |     | 2-0 |       |
| 3    | Santa Clara (LH)  | 3   | 3 | 1 | 0 | 2 | 1  | 4  | -3   |  | Santa Clara                |     |     |     | 1-0   |
| 4    | V. Guimarães (PL) | 0   | 3 | 0 | 0 | 3 | 1  | 7  | -6   |  | V. Guimarães               | 1-4 | 0-2 |     |       |

Légende : (PL) = Primera Liga, (LH) = Liga de Honra

#### Groupe C
Source : www.ligaportugal.pt
| Rang | Équipe            | Pts | J | G | N | P | Bp | Bc | Diff |  | Résultats (▼ dom., ► ext.) | Bra | Nac | Pen | Por |
| ---- | ----------------- | --- | - | - | - | - | -- | -- | ---- |  | -------------------------- | --- | --- | --- | --- |
| 1    | Braga (PL)        | 9   | 3 | 3 | 0 | 0 | 5  | 1  | +4   |  | Braga                      |     |     | 2-0 | 1-0 |
| 2    | Nacional (PL)     | 4   | 3 | 1 | 1 | 1 | 3  | 3  | 0    |  | Nacional                   | 1-2 |     |     | 0-0 |
| 3    | Penafiel (LH)     | 3   | 3 | 1 | 0 | 2 | 2  | 4  | -2   |  | Penafiel                   |     | 1-2 |     |     |
| 4    | Portimonense (LH) | 1   | 3 | 0 | 1 | 2 | 0  | 2  | -2   |  | Portimonense               |     |     | 0-1 |     |

Légende : (PL) = Primera Liga, (LH) = Liga de Honra

#### Groupe D
Source : www.ligaportugal.pt
| Rang | Équipe           | Pts | J | G | N | P | Bp | Bc | Diff |  | Résultats (▼ dom., ► ext.) | Por | P.Fer | V.Set | Est |
| ---- | ---------------- | --- | - | - | - | - | -- | -- | ---- |  | -------------------------- | --- | ----- | ----- | --- |
| 1    | Porto (PL)       | 9   | 3 | 3 | 0 | 0 | 5  | 1  | +4   |  | Porto                      |     |       | 2-0   | 1-0 |
| 2    | P. Ferreira (PL) | 6   | 3 | 2 | 0 | 1 | 3  | 2  | +1   |  | P. Ferreira                | 1-2 |       | 1-0   |     |
| 3    | V. Setúbal (PL)  | 3   | 3 | 1 | 0 | 2 | 3  | 4  | -1   |  | V. Setúbal                 |     |       |       | 3-1 |
| 4    | Estoril (LH)     | 0   | 3 | 0 | 0 | 3 | 1  | 5  | -4   |  | Estoril                    |     | 0-1   |       |     |

Légende : (PL) = Primera Liga, (LH) = Liga de Honra

## Phase finale

### Demi-finales

#### Format
- La première demi-finale oppose le vainqueur du Groupe B à celui du Groupe D.
- La deuxième demi-finale oppose le vainqueur du Groupe A à celui du Groupe C.
- En cas d'égalité à la fin du temps réglementaire, les deux clubs se départagent lors d'une séance de tirs au but[1].

#### Résultats
| Mardi 20 mars 2012 | Benfica | 3 – 2   | Porto                                                                  | Estádio da Luz, Lisbonne                           |                                                    |
| 20h45              | 4e Maxi · 42e Nolito · 70e Javi García · 75e Luisão · 77e Cardozo · 79e Witsel · 88e Nolito · 88e Capdevila | (2 - 1) | Lucho 8e · Alex Sandro 23e · Mangala 41e · Mangala 62e · Pereira 90+1e | Spectateurs : 28 553 Arbitrage : Artur Soares Dias | Spectateurs : 28 553 Arbitrage : Artur Soares Dias |
| 20h45              | Rapport |         |                                                                        | Spectateurs : 28 553 Arbitrage : Artur Soares Dias | Spectateurs : 28 553 Arbitrage : Artur Soares Dias |

| Jeudi 22 mars 2012 | Gil Vicente                                                                               | 2 – 2             | Braga                                                                  | Estádio Cidade de Barcelos, Barcelos         |                                              |
| 20h15              | 16e Hugo Vieira · 24e Hugo Vieira · 86e Richard · 90e Júnior Caiçara · 90e Júnior Caiçara | (1 - 2)           | Lima 25e · H. Barbosa 31e · Barbosa 59e · Hugo Viana 75e · Douglão 82e | Spectateurs : 11 138 Arbitrage : Hugo Miguel | Spectateurs : 11 138 Arbitrage : Hugo Miguel |
| 20h15              | Rapport                                                                                   |                   |                                                                        | Spectateurs : 11 138 Arbitrage : Hugo Miguel | Spectateurs : 11 138 Arbitrage : Hugo Miguel |
| 20h15              | João Vilela · Cláudio · Rodrigo Galo · Júnior Caiçara                                     | Tirs au but 4 - 2 | Lima · Custódio · H. Barbosa · Ukra                                    | Spectateurs : 11 138 Arbitrage : Hugo Miguel | Spectateurs : 11 138 Arbitrage : Hugo Miguel |

### Finale

#### Format
- Elle se déroule le 14 avril 2012 au Stade municipal de Coimbra de Coimbra.
- En cas d'égalité à l'issue du match, une séance de tirs au but est disputée[1].

#### Résultat
| Samedi 14 avril 2012 | Benfica                                                                | 2 - 1   | Gil Vicente                                 | Stade municipal de Coimbra, Coimbra          |                                              |
| 20h45                | 30e Rodrigo · 81e Gaitán · 84e Saviola · 86e Saviola · 86e Bruno César | (1 - 0) | Luís Manuel 50e · Zé Luís 78e · Cláudio 86e | Spectateurs : 22 952 Arbitrage : Jorge Sousa | Spectateurs : 22 952 Arbitrage : Jorge Sousa |
| 20h45                | Rapport                                                                |         |                                             | Spectateurs : 22 952 Arbitrage : Jorge Sousa | Spectateurs : 22 952 Arbitrage : Jorge Sousa |

## Classement des buteurs
Source : ligaportugal.pt
| Rang | Joueur             | Club         | Buts |
| ---- | ------------------ | ------------ | ---- |
| 1    | Babá               | Marítimo     | 4    |
| 1    | Rodrigo            | Benfica      | 4    |
| 1    | Miguel Rosa        | Belenenses   | 4    |
| 4    | Wagner             | Moreirense   | 3    |
| 4    | Ricardo Pessoa     | Portimonense | 3    |
| 4    | Carlos Pintassilgo | Moreirense   | 3    |
| 4    | Luís Carlos Lima   | Gil Vicente  | 3    |
| 4    | Hugo Viana         | Braga        | 3    |
| 4    | Óscar Cardozo      | Benfica      | 3    |